# Raúl Díaz Castañeda
Nombre de la persona en cuestión (nacido como Nombre de nacimiento, el 12 de enero de 1234 en Ciudad, Mundo) es una personalidad del medio popular nacional. Es conocido(a) por liderar, dirigir, asumir una institución, empresa internacional o algo similar.

## Reseña biográfica
Describe el texto sobre la vida de la persona. Puedes reemplazar la sección si fuera necesario, describir según el tiempo, los integrantes, sucesos, lo que tengas en mente. Sigue este ejemplo para crear otras secciones.
Otros trabajos ajenos a la labor principal deben estar descrito en la sección "Vida personal".

## Distinciones
- Mención (premio, año)
- Otra mención (premio, año)